# Étriché
Étriché és un municipi francès situat al departament de Maine i Loira i a la regió de País del Loira. L'any 2007 tenia 1.416 habitants.

## Demografia

### Població
El 2007 la població de fet d'Étriché era de 1.416 persones. Hi havia 505 famílies de les quals 98 eren unipersonals (59 homes vivint sols i 39 dones vivint soles), 149 parelles sense fills, 227 parelles amb fills i 31 famílies monoparentals amb fills.
La població ha evolucionat segons el següent gràfic:
Habitants censats

### Habitatges
El 2007 hi havia 558 habitatges, 511 eren l'habitatge principal de la família, 18 eren segones residències i 30 estaven desocupats. 554 eren cases i 1 era un apartament. Dels 511 habitatges principals, 409 estaven ocupats pels seus propietaris, 99 estaven llogats i ocupats pels llogaters i 3 estaven cedits a títol gratuït; 1 tenia una cambra, 35 en tenien dues, 68 en tenien tres, 130 en tenien quatre i 276 en tenien cinc o més. 411 habitatges disposaven pel capbaix d'una plaça de pàrquing. A 174 habitatges hi havia un automòbil i a 298 n'hi havia dos o més.

### Piràmide de població
La piràmide de població per edats i sexe el 2009 era:
| Homes | Edats   | Dones |
| ----- | ------- | ----- |
| 0     | 95 o +  | 0     |
| 8     | 90 a 94 | 0     |
| 4     | 85 a 89 | 12    |
| 8     | 80 a 84 | 4     |
| 16    | 75 a 79 | 24    |
| 24    | 70 a 74 | 28    |
| 32    | 65 a 69 | 28    |
| 24    | 60 a 64 | 16    |
| 16    | 55 a 59 | 20    |
| 32    | 50 a 54 | 28    |
| 56    | 45 a 49 | 56    |
| 32    | 40 a 44 | 40    |
| 36    | 35 a 39 | 32    |
| 52    | 30 a 34 | 44    |
| 28    | 25 a 29 | 52    |
| 28    | 20 a 24 | 32    |
| 32    | 15 a 19 | 56    |
| 48    | 10 a 14 | 48    |
| 28    | 5 a 9   | 56    |
| 40    | 0 a 4   | 24    |

## Economia
El 2007 la població en edat de treballar era de 898 persones, 695 eren actives i 203 eren inactives. De les 695 persones actives 641 estaven ocupades (355 homes i 286 dones) i 54 estaven aturades (23 homes i 31 dones). De les 203 persones inactives 70 estaven jubilades, 79 estaven estudiant i 54 estaven classificades com a «altres inactius».

### Ingressos
El 2009 a Étriché hi havia 530 unitats fiscals que integraven 1.491 persones, la mediana anual d'ingressos fiscals per persona era de 16.546 €.

### Activitats econòmiques
Dels 40 establiments que hi havia el 2007, 2 eren d'empreses extractives, 2 d'empreses alimentàries, 1 d'una empresa de fabricació d'altres productes industrials, 13 d'empreses de construcció, 5 d'empreses de comerç i reparació d'automòbils, 1 d'una empresa de transport, 4 d'empreses d'hostatgeria i restauració, 2 d'empreses financeres, 1 d'una empresa immobiliària, 8 d'empreses de serveis i 1 d'una empresa classificada com a «altres activitats de serveis».
Dels 15 establiments de servei als particulars que hi havia el 2009, 3 eren tallers de reparació d'automòbils i de material agrícola, 1 paleta, 3 guixaires pintors, 4 fusteries, 1 lampisteria, 1 electricista, 1 perruqueria i 1 restaurant.
L'únic establiment comercial que hi havia el 2009 era una fleca.
L'any 2000 a Étriché hi havia 30 explotacions agrícoles que ocupaven un total de 700 hectàrees.

## Equipaments sanitaris i escolars
El 2009 hi havia 2 escoles elementals.

## Poblacions més properes
El següent diagrama mostra les poblacions més properes.